# Lars Calleberg
Lars Guttorm Calleberg, född den 16 maj 1923 i Arjeplogs församling, Norrbottens län , död den 15 augusti 2004 i Vallentuna församling, Stockholms län, var en svensk ämbetsman. Han var son till Axel Calleberg.
Calleberg avlade juris kandidatexamen vid Uppsala universitet 1950 och genomförde tingstjänstgöring 1950–1953. Han var länsnotarie i Luleå 1953–1960, ombudsman vid Dalelfvarnes och Ljusnans flottningsförening 1960–1966, förste länsassessor i Älvsborgs län 1966–1968, landssekreterare i Jämtlands län 1968–1971, länsråd och ställföreträdare för landshövdingen där 1971–1986 samt länsråd och ställföreträdare för landshövdingen i Kristianstads län 1986–1989. Calleberg vilar i minneslund på Vallentuna kyrkogård.